# Риво (Удине)
Риво је насеље у Италији у округу Удине, региону Фурланија-Јулијска крајина.
Према процени из 2011. у насељу је живело 187 становника. Насеље се налази на надморској висини од 589 м.